# Base de película

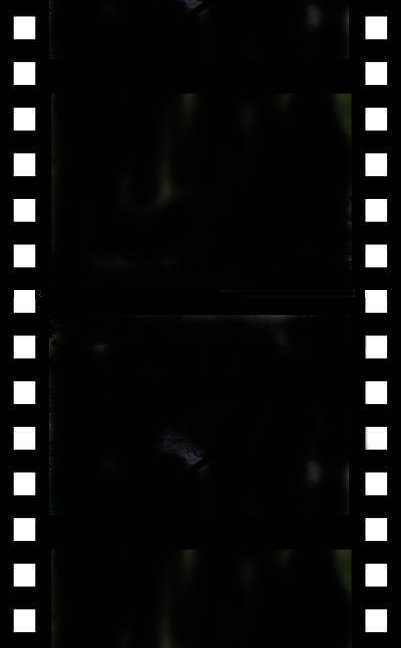
Base de película

Una base de película es un substrato transparente que actúa como soporte para la emulsión fotosensible que está sobre este. A pesar de las numerosas capas y recubrimientos relacionados con la capa de emulsión, la base generalmente representa la mayor parte del espesor de cualquier película fotográfica. Históricamente ha habido tres tipos principales de base de película en uso: nitrocelulosa (nitrato de celulosa), acetato de celulosa (triacetato de celulosa, diacetato de celulosa, acetato propionato de celulosa y acetobutirato de celulosa) y poliéster (tereftalato  de polietileno (PET) (nombre comercial de Kodak: ESTAR).

## Nitrato
La base de película de nitrato fue la primera base transparente flexible plastificada disponible comercialmente, gracias a los avances de celuloide de John Carbutt, Aníbal Goodwin y Eastman Kodak en los años 1880. Eastman fue el primero en fabricarlo para la venta al público, en 1889. Desafortunadamente, el nitrato también tenía la desventaja de que era sumamente inflamable (puesto que era básicamente el mismo químico que el nitrato de celulosa) y se descomponía después de varias décadas a un gas menos inflamable (dejando la película pegajosa y viscosa), y finalmente se transformaba en polvo.
Al mismo tiempo que esto sucedía, la probabilidad de autoignición aumentaba aún más. Los incendios en las cabinas de proyección eran frecuentes en las primeras décadas del cine si una película estaba expuesta a demasiado calor al pasar por la salida del proyector de películas, y varios incidentes de este tipo provocaron muertes en el público por las llamas, el humo o la  estampida causada por ellos. Un accidente de este tipo fue recreado en Cinema Paradiso (1988) y en Inglourious Basterds (2009).
El año 1978 fue particularmente devastador para los archivos cinematográficos, ya que se produjo la autoignición de los depósitos de películas de nitrato de la agencia de Archivos Nacionales y Administración de Documentos de los Estados Unidos y los de la George Eastman House.[cita requerida]
Eastman House perdió los negativos originales de 329 películas, mientras que los Archivos Nacionales perdieron 12,6 millones de pies de metraje de noticiero. Debido a que el nitrato de celulosa contiene oxígeno, los incendios de nitrato pueden ser muy difíciles de extinguir. La Marina de los Estados Unidos ha producido una película instructiva sobre el manejo y uso seguro de las películas de nitrato, que incluye imágenes de una bobina completa de película de nitrato que se quema debajo del agua. La base es tan inflamable que se recomienda encender la película intencionalmente para propósitos de prueba en cantidades que no excedan un fotograma.[cita requerida]
En las últimas décadas, se han transferido muchas películas de nitrato a material seguro, y las impresiones de nitrato originales generalmente se almacenan por separado para evitar que un incendio de nitrato destruya otras películas que no sean de ese material. El gas que emiten también afecta a la emulsión de la película de seguridad. Por lo general, las colecciones de nitrato se dividen en varias salas a prueba de fuego para minimizar el daño a toda una colección, en caso de que ocurra un incendio en una parte. Es habitual que hoy en día un teatro apruebe rigurosas normas de seguridad y precauciones antes de recibir la certificación para exhibir películas de nitrato; esto incluye una cabina de proyección a prueba de fuego, cámaras de fuego alrededor de los carretes de alimentación y recogida, y varios extintores de incendios integrados en el proyector y dirigidos a la entrada del proyector en caso de que se encienda un trozo de tejido de la película. La película de nitrato está clasificada como "mercancía peligrosa" y requiere licencia para el almacenamiento y el transporte.[cita requerida]

## Acetato
A pesar de que los peligros de la base de película de nitrato se conocen prácticamente desde su desarrollo, esta se usó en prácticamente todas las películas más importantes antes de 1952, cuando Kodak completó un programa de conversión de cuatro años para la fabricación exclusiva de película de base de acetato. Kodak comenzó a trabajar con la "película segura" de acetato en 1909 y comenzó a venderla en 1910 para películas de 22 mm. El acetato siempre se ha usado con formatos de 8 mm y 16 mm, ya que fueron creados originalmente para el uso en películas caseras de aficionados, y generalmente se usó para la mayoría de los formatos de menos de 35 mm para minimizar el riesgo para el público en general. (Varios formatos, como el de 17,5 mm, que a menudo se recortaba del 35 mm, eran de nitrato. Una de las razones que tuvo Kodak para elegir 16 mm en lugar de 17,5 mm para un ancho de formato de aficionado estándar fue específicamente para evitar que se usaran las particiones de nitrato en las películas caseras). Todos los negativos de las cámaras de largometrajes ahora se graban en una película de acetato porque es más seguro que el nitrato, pero no tan fuerte como las bases de poliéster, lo que puede dañar la cámara en lugar de la película si se produce un atasco. El acetato también se puede empalmar con cemento de película, mientras que el poliéster solo se puede empalmar con cinta o un empalmador ultrasónico, por lo que el poliéster sería difícil de editar. La película de acetato no se quema bajo un calor intenso, sino que se funde y causa un efecto de quemado con burbujas; esto se puede ver simulado en películas como Persona (1966) o Velvet Goldmine (1998) o, si uno tiene mala suerte, en la realidad durante la proyección de una película cuando un fotograma se atasca en la puerta de la película del proyector. Las películas de acetato también están sujetas a degradación con el tiempo. Con la exposición al calor, la humedad o los ácidos, los grupos acetilo que se unen a las largas cadenas de celulosa que forman la base de la película se rompen de sus enlaces moleculares y se libera ácido acético libre con un olor característico de vinagre. Esto se conoce como síndrome del vinagre. A medida que avanza la degradación, la base de la película se vuelve quebradiza y se encoge. 

## Poliéster
El poliéster es la base cinematográfica que se ha desarrollado más recientemente. Se utilizó por primera vez para aplicaciones fotográficas especializadas en 1955, pero fue recién en la década de 1990 que se volvió muy popular para las impresiones de películas. Es altamente preferible para fines de postproducción, exhibición y archivo debido a su flexibilidad, resistencia y estabilidad. Sin embargo, su resistencia a veces también se considera una desventaja, ya que las películas de base de poliéster son tan resistentes a la rotura que a menudo tienen más probabilidades de romper el equipo de la película si se produce un atasco o una tensión adicional. Por lo tanto, las cámaras de cine no usan esta base para grabar el negativo de la cámara original, ya que es mucho más preferible y requiere menos en tiempo y dinero que la película se rompa (además de esto, las cámaras requieren perforaciones para negativos tipo BH de paso corto y una base de triacetato empalmada por vuelta, mientras que los proyectores habitualmente requieren perforaciones para positivos tipo KS de paso largo con triacetato o base de poliéster;la base de poliéster es la usada actualmente).

## Identificación de una base de película
Hay varios factores que pueden ayudar a identificar la base de película. Muchos no son 100% concluyentes, y es mejor usar una selección de estos para verificar positivamente la base de una película. 
- Impresión a lo largo del borde de la película: 
  - en el borde de las películas más antiguas, a menudo dirá "nitrato" o "seguridad"; sin embargo, este texto puede imprimirse desde el material de un negativo u otro material intermedio.
  - puede incluir un código de fecha[2] (películas de impresión Kodak anteriores a 2001) o un año real de 4 dígitos impresos;
  - puede incluir un número de emulsión que identifique de forma exclusiva el material de impresión (solo las más nuevas).
- Ninguna película de Kodak fabricada después de 1951 es de nitrato, y ninguna película de ningún tipo es de poliéster antes de 1955 (inicialmente la introdujo DuPont, no Kodak; Kodak llegó mucho más tarde, después de que DuPont abandonó el mercado).
- Los agentes de deterioro son distintos entre el nitrato (gas nocivo del ácido nítrico, decoloración ámbar, película suave, pegajosa o en polvo) y el acetato (gas del ácido acético, decoloración roja o azul, contracción, fragilidad, presencia de burbujas o cristales).
- El poliéster muestra colores de interferencia rojos y verdes cuando se mira a través de filtros polarizados cruzados.
- Una solución de difenilamina y ácido sulfúrico se volverá azul nitrato.
- Una quemadura altamente controlada de un fotograma de nitrato dará como resultado una llama amarilla brillante que consume la película casi por completo. (Sólo se realiza con la mayor precaución.)
- La película de nitrato es soluble en una variedad de solventes, como alcohol metílico, etilo y éter.
- La prueba de flotación de la gravedad específica de la base en tricloroetileno debe hacer que el nitrato se hunda, el acetato flote y el poliéster permanezca alrededor del medio. Sin embargo, las impurezas y los factores de deterioro pueden ser una complicación.
- La luz apuntada a través del lado de un rollo de película brillará si es poliéster, pero no si es acetato.
- La película de poliéster es muy fuerte y difícil de romper, a diferencia del acetato.